# Copa de Georgia 2020
La Copa de Georgia 2020 o David Kipiani Cup 2020 fue la 31.ª edición de este torneo, el cual empezó a inicios del año y fue disputado durante todo el 2020. Dado que sigue el formato de eliminación directa, el equipo campeón se clasificó para la Liga de Conferencia Europa de la UEFA 2021-22.
El Saburtalo Tbilisi de la Primera División de Georgia es el campeón defensor.

## Formato
Este torneo se disputa entre 58 equipos: los 10 clubes de la Erovnuli Liga (primera división), los 10 clubes de la Erovnuli Liga 2 (segunda división), los 10 clubes de la Liga 3 y 28 equipos de las ligas regionales.
Todas las rondas del torneo se decidirán a un solo partido. Si un partido culmina empatado en el tiempo regular, se procederá a jugar el tiempo extra y posteriormente los penales.
Los 10 equipos de primera división y los 10 clubes de segunda división ingresarán a la competición directamente en los dieciseisavos de final. Los 10 clubes de tercera división entran directamente desde la segunda ronda.

## Calendario
| Ronda            | Fecha de juego | N.º de partidos | Clubes | Nuevos participantes | Ligas de nuevos participantes   |
| ---------------- | -------------- | --------------- | ------ | -------------------- | ------------------------------- |
| Primera ronda    | -              | 14              | 28     | 28                   | Ligas regionales                |
| Segunda ronda    | -              | 12              | 24     | 10                   | Liga 3                          |
| Tercera ronda    | -              | 16              | 32     | 20                   | Erovnuli Liga y Erovnuli Liga 2 |
| Octavos de final | -              | 8               | 16     | Ninguno              | -                               |
| Cuartos de final | -              | 4               | 8      | Ninguno              | -                               |
| Semifinal        | -              | 2               | 4      | Ninguno              | -                               |
| Final            | -              | 1               | 2      | Ninguno              | -                               |

- Datos: Q97738328